# Caravonica
Caravonica är en ort och kommun i provinsen Imperia i regionen Ligurien i Italien. Kommunen hade 271 invånare (2018).